# Desa Sukamanah (administrativ by i Indonesien, Jawa Barat, lat -6,99, long 107,73)
Desa Sukamanah är en administrativ by i Indonesien.   Den ligger i provinsen Jawa Barat, i den västra delen av landet, 130 km sydost om huvudstaden Jakarta.